# Miss Brasile
Miss Brasile (Miss Brasil) è un concorso di bellezza che si tiene annualmente dagli anni venti, benché la sua forma attuale sia stata istituita soltanto nel 1954. Il concorso si tiene fra le vincitrici di vari concorsi di bellezza regionali del Brasile. La vincitrice di Miss Brasil viene normalmente scelta per rappresentare il proprio paese a Miss Universo, mentre la seconda classificata partecipa a Miss International.

## Albo d'oro

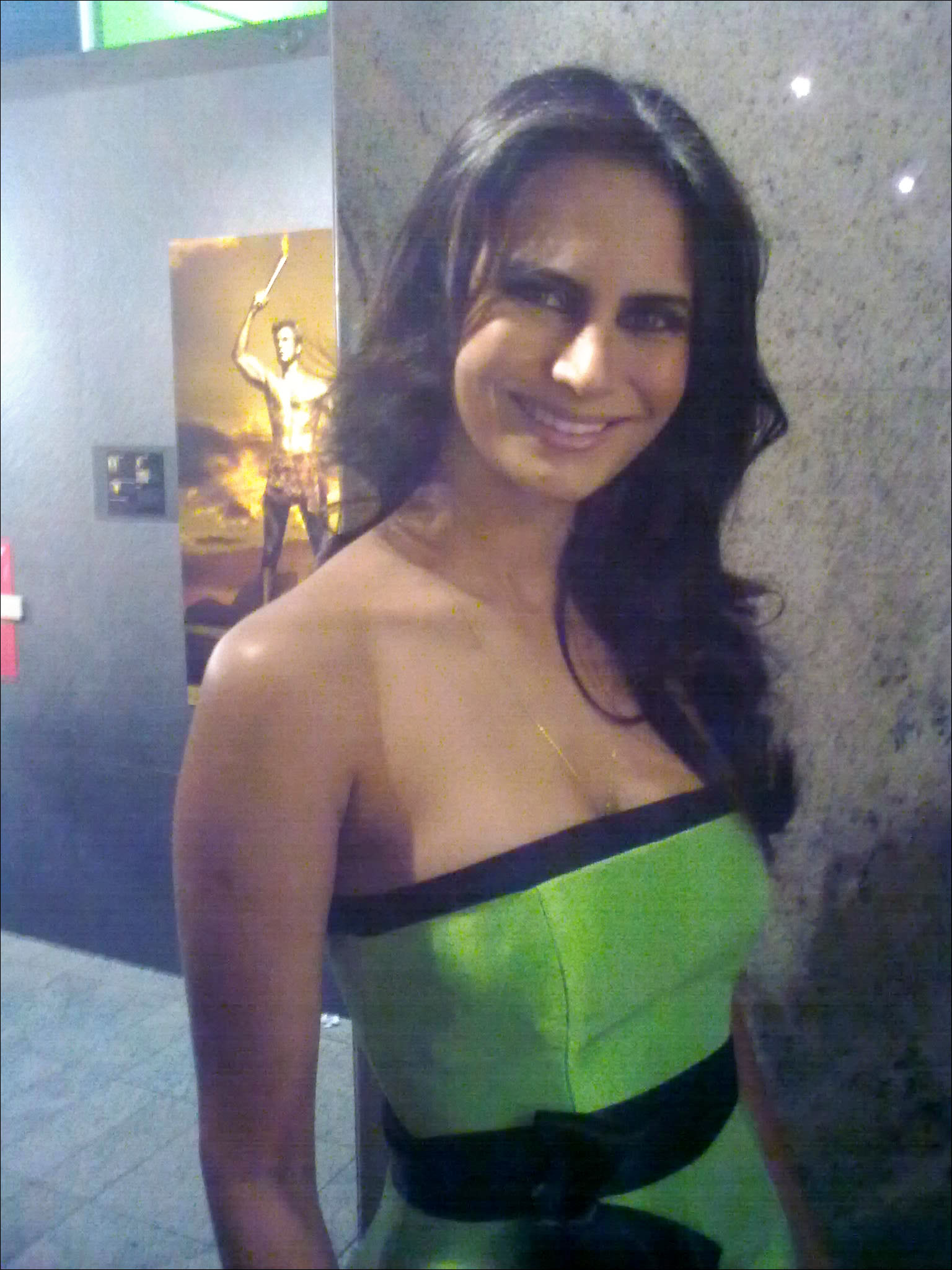
Larissa Costa, Miss Brasile 2009.

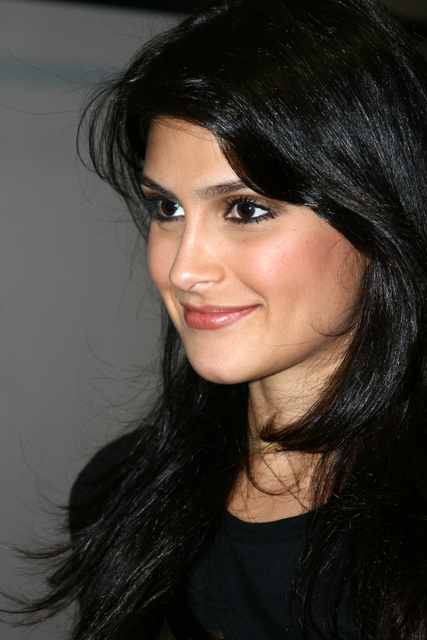
Natália Guimarães, Miss Brasile 2007.

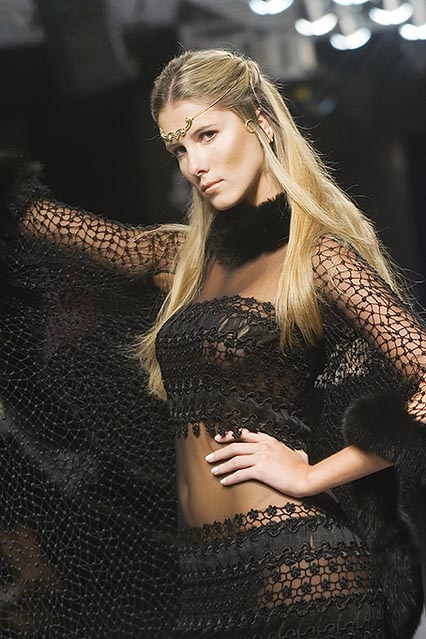
Carina Beduschi, Miss Brasile 2005.

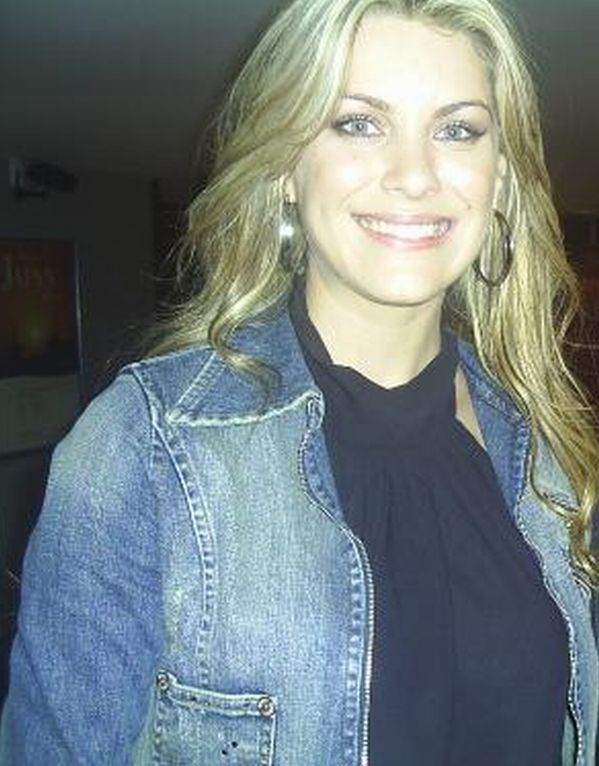
Renata Bomfiglio Fan, Miss Brasile 1999.

| Anno | Miss Brasile                        | Stato               | Piazzamento a Miss Universo |
| 2023 | Maria Brechane                      | Rio Grande do Sul   |                             |
| 2022 | Mia Mamede                          | Espírito Santo      |                             |
| 2021 | Teresa Santos                       | Ceará               |                             |
| 2020 | Julia Gama                          | Rio Grande do Sul   | 2ª classificata             |
| 2019 | Júlia Horta                         | Minas Gerais        | Semifinalista (Top 20)      |
| 2018 | Mayra Dias                          | Amazonas            | Semifinalista (Top 20)      |
| 2017 | Monalysa Alcântara                  | Piauí               | Semifinalista (Top 10)      |
| 2016 | Raissa Santana                      | Paraná              | Semifinalista (Top 13)      |
| 2015 | Marthina Brandt                     | Rio Grande do Sul   | Semifinalista (Top 15)      |
| 2014 | Melissa Gurgel                      | Ceará               | Semifinalista (Top 15)      |
| 2013 | Jakelyne Oliveira                   | Mato Grosso         | 5ª classificata             |
| 2012 | Gabriela Markus                     | Rio Grande do Sul   | 5ª classificata             |
| 2011 | Priscila Machado                    | Rio Grande do Sul   | 3ª classificata             |
| 2010 | Débora Moura Lyra                   | Minas Gerais        |                             |
| 2009 | Larissa Costa Silva de Oliveira     | Rio Grande do Norte |                             |
| 2008 | Natália Anderle                     | Rio Grande do Sul   |                             |
| 2007 | Natália Aparecida Guimarães         | Minas Gerais        | 2ª classificata             |
| 2006 | Rafaela Köhler Zanella              | Rio Grande do Sul   | Semifinalista (Top 20)      |
| 2005 | Carina Schlichting Beduschi         | Santa Catarina      |                             |
| 2004 | Fabiane Niclotti                    | Rio Grande do Sul   |                             |
| 2003 | Gislaine Rodrigues Ferreira         | Tocantins           | Semifinalista (Top 10)      |
| 2002 | Joseane Guntzell Oliveira *         | Rio Grande do Sul   |                             |
| 2001 | Juliana Dornelles Borges            | Rio Grande do Sul   |                             |
| 2000 | Josiane Kruliskoski Oderdengen      | Mato Grosso         |                             |
| 1999 | Renata Bomfiglio Fan                | Rio Grande do Sul   |                             |
| 1998 | Michela Dauzacker Marchi            | Mato Grosso do Sul  | Semifinalista (Top 10)      |
| 1997 | Nayla Fernanda Affonso Micherif     | Minas Gerais        |                             |
| 1996 | Maria Joana Parizotto               | Paraná              |                             |
| 1995 | Renata Aparecida Bessa Soares       | Minas Gerais        |                             |
| 1994 | Valéria Melo Péris                  | San Paolo           |                             |
| 1993 | Leila Cristine Schuster             | Rio Grande do Sul   | Semifinalista (Top 10)      |
| 1992 | Maria Carolina Portella Otto        | Paraná              |                             |
| 1991 | Patrícia Maria Franco de Godói      | San Paolo           |                             |
| 1989 | Flávia Cavalcanti Rebêlo            | Ceará               |                             |
| 1988 | Isabel Cristina Beduschi            | Santa Catarina      |                             |
| 1987 | Jacqueline Ribeiro Meirelles        | Distretto Federale  |                             |
| 1986 | Deise Nunes de Souza                | Rio Grande do Sul   | Semifinalista (Top 10)      |
| 1985 | Márcia Giagio Canavezes de Oliveira | Mato Grosso         | Semifinalista (Top 10)      |
| 1984 | Ana Elisa Flores                    | San Paolo           |                             |
| 1983 | Marisa Fully Coelho                 | Minas Gerais        |                             |
| 1982 | Celice Pinto Marques da Silva       | Pará                | Semifinalista (Top 12)      |
| 1981 | Adriana Alves de Oliveira           | Rio de Janeiro      | 4ª classificata             |
| 1980 | Eveline Didier Schroeter            | Rio de Janeiro      |                             |
| 1979 | Marta Jussara da Costa              | Rio Grande do Norte | 4ª classificata             |
| 1978 | Suzana Araújo dos Santos            | Minas Gerais        |                             |
| 1977 | Cássia Janys Morais Silveira        | San Paolo           |                             |
| 1976 | Kátia Celestino Moretto             | San Paolo           |                             |
| 1975 | Ingrid Budag                        | Santa Catarina      | Semifinalista (Top 15)      |
| 1974 | Sandra Guimarães de Oliveira        | San Paolo           |                             |
| 1973 | Sandra Mara Ferreira                | San Paolo           | Semifinalista (Top 15)      |
| 1972 | Rejane Vieira Costa                 | Rio Grande do Sul   | 2ª classificata             |
| 1971 | Eliane Parreira Guimarães           | Minas Gerais        | 5ª classificata             |
| 1970 | Eliane Fialho Thompson              | Guanabara           | Semifinalista (Top 15)      |
| 1969 | Vera Lúcia Fischer                  | Santa Catarina      | Semifinalista (Top 15)      |
| 1968 | Martha Maria Cordeiro Vasconcellos  | Bahia               | Vincitrice                  |
| 1967 | Carmen Sílvia Ramasco               | San Paolo           | Semifinalista (Top 15)      |
| 1966 | Ana Cristina Ridzi                  | Guanabara           |                             |
| 1965 | Maria Raquel de Andrade             | Guanabara           | Semifinalista (Top 15)      |
| 1964 | Ângela Teresa Reis Vasconcelos      | Paraná              | Semifinalista (Top 15)      |
| 1963 | Iêda Maria Brutto Vargas            | Rio Grande do Sul   | Vincitrice                  |
| 1962 | Maria Olívia Rebouças Cavalcanti    | Bahia               | 5ª classificata             |
| 1961 | Staël Maria da Rocha Abelha         | Minas Gerais        |                             |
| 1960 | Jean Gina MacPherson                | Guanabara           | Semifinalista (Top 15)      |
| 1959 | Vera Regina Ribeiro                 | Guanabara           | 5ª classificata             |
| 1958 | Adalgisa Colombo Teruskin           | Guanabara           | 2ª classificata             |
| 1957 | Terezinha Gonçalves Morango         | Amazonas            | 2ª classificata             |
| 1956 | Maria José Cardoso                  | Rio Grande do Sul   | Semifinalista (Top 15)      |
| 1955 | Emília Barreto Corrêia Lima         | Ceará               | Semifinalista (Top 15)      |
| 1954 | Martha Maria Hacker Rocha           | Bahia               | 2ª classificata             |

- Joseane Oliveira, da Rio Grande do Sul, fu la vincitrice e partecipò a Miss Universo, ma in seguito il titolo le fu tolto, in quanto si scoprì che era sposata.